# Омаров Ільяс Омарович
Ільяс Омарович Омаров (1 жовтня 1910, село Карабінське Тургайської області, тепер Костанайської області, Казахстан — 19 липня 1970, місто Алма-Ата, тепер місто Алмати, Казахстан) — радянський партійний діяч, заступник голови РНК Казахської РСР, народний комісар торгівлі Казахської РСР, міністр культури Казахської РСР, секретар ЦК КП(б) Казахстану з пропаганди і агітації, 1-й секретар Східно-Казахстанського обласного комітету КП(б) Казахстану. Депутат Верховної ради СРСР 2—3-го скликань. Депутат Верховної ради Казахської РСР 2—3-го і 7-го скликань.

## Біографія
Народився в родині скотаря. Походив з роду саржетім племені Аргин.
У 1933 році закінчив Середньоазіатський планово-економічний і торгово-товарознавчий інститут у місті Ташкенті, плановик-економіст.
У 1933—1936 роках — директор Кзил-Ординського торгового технікуму Південно-Казахстанської області.
У 1936—1938 роках — керуючий Казахської республіканської контори Головного управління шкіряної і взуттєвої промисловості Народного комісаріату легкої промисловості СРСР.
У 1938—1940 роках — заступник начальника головного управління, начальник відділу Народного комісаріату торгівлі Казахської РСР.
У 1940—1941 роках — старший контролер Народного комісаріату державного контролю Казахської РСР.
Член ВКП(б) з 1941 року.
У грудні 1941 — квітні 1942 року — заступник народного комісара торгівлі Казахської РСР.
З квітня 1942 до січня 1945 року — народний комісар торгівлі Казахської РСР.
З січня до серпня 1945 року — заступник голови Ради народних комісарів Казахської РСР.
У серпні 1945 — 16 січня 1948 року — 1-й секретар Східно-Казахстанського обласного комітету КП(б) Казахстану.
11 березня 1948 — 17 жовтня 1951 року — секретар ЦК КП(б) Казахстану з пропаганди і агітації.
У 1952—1955 роках — слухач Вищої партійної школи при ЦК КПРС.
У 1955—1959 роках — секретар Північно-Казахстанського обласного комітету КП Казахстану.
У 1959—1960 роках — директор кіностудії «Казахфільм».
У 1960—1961 роках — радник Ради міністрів Казахської РСР.
У травні 1961 — квітні 1967 року — заступник, 1-й заступник голови Державного планового комітету Ради міністрів Казахської РСР. 
У квітні 1967 — 19 липня 1970 року — міністр культури Казахської РСР.
Помер 19 липня 1970 року в місті Алма-Аті.

## Нагороди
- орден Леніна (1947)
- три ордени Трудового Червоного Прапора (1944, 1945, 1966)
- орден «Знак Пошани» (1957)
- медалі